# Томастон (Джорджія)
Томастон (англ. Thomaston) — місто (англ. city) в США, в окрузі Апсон штату Джорджія. Населення — 9816 осіб (2020).

## Географія
Томастон розташований за координатами 32°53′30″ пн. ш. 84°19′36″ зх. д. / 32.89167° пн. ш. 84.32667° зх. д. (32.891673, -84.326691).  За даними Бюро перепису населення США в 2010 році місто мало площу 25,22 км², з яких 24,69 км² — суходіл та 0,53 км² — водойми.

## Демографія
Згідно з переписом 2010 року, у місті мешкало 9170 осіб у 3784 домогосподарствах у складі 2323 родин. Густота населення становила 364 особи/км².  Було 4294 помешкання (170/км²).
Расовий склад населення:
| - 54,8 % — білих - 41,1 % — чорних або афроамериканців - 0,5 % — азіатів - 0,2 % — корінних американців - 1,8 % — осіб інших рас |

До двох чи більше рас належало 1,5 %. Частка іспаномовних становила 3,2 % від усіх жителів.
За віковим діапазоном населення розподілялося таким чином: 25,2 % — особи молодші 18 років, 56,4 % — особи у віці 18—64 років, 18,4 % — особи у віці 65 років та старші. Медіана віку мешканця становила 38,2 року. На 100 осіб жіночої статі у місті припадало 79,3 чоловіків;  на 100 жінок у віці від 18 років та старших — 72,8 чоловіків також старших 18 років.
Середній дохід на одне домашнє господарство  становив 44 961 долар США (медіана — 27 097), а середній дохід на одну сім'ю — 48 425 доларів (медіана — 37 292). Медіана доходів становила 37 182 долари для чоловіків та 23 046 доларів для жінок. За межею бідності перебувало 30,4 % осіб, у тому числі 47,1 % дітей у віці до 18 років та 11,1 % осіб у віці 65 років та старших.
Цивільне працевлаштоване населення становило 3128 осіб. Основні галузі зайнятості: освіта, охорона здоров'я та соціальна допомога — 25,1 %, роздрібна торгівля — 15,7 %, виробництво — 12,7 %, мистецтво, розваги та відпочинок — 9,8 %.